# Leonardo López Luján
Leonardo López Luján (31 marzo 1964) è un archeologo messicano.

## Carriera
Lavora presso il Museo del Templo Mayor di Città del Messico e presso la Escuela Nacional de Conservación, Restauración y Museografía dell'Instituto Nacional de Antropología e Historia; nel 2004 et 2016 è stato invitato a tenere un corso su 'Gli Aztechi e i loro discendenti presso l'Università di Roma 'La Sapienza'.

## Opere principali
- La recuperación mexica del pasado teotihuacano, 1989.
- Nómadas y sedentarios: el pasado prehispánico de Zacatecas, 1989.
- Las ofrendas del Templo Mayor de Tenochtitlan, 1993, 1994, 2005. Traducido al inglés (1994).
- Xochicalco y Tula, con Robert H. Cobean y Guadalupe Mastache, 1995, 1996. Traducido al italiano (1996).
- El pasado indígena, con Alfredo López Austin, 1996, 1998, 2001, 2012, 2014. Traducido al italiano (1998), al inglés (2001) y al francés (2012).
- Mito y realidad de Zuyuá, con Alfredo López Austin, 1999, 2017. Traducido al inglés (2000).
- Viaje al mercado de México, 2000, 2013.
- Aztèques. La collection de sculptures du Musée du quai Branly, con Marie-France Fauvet-Berthelot, 2005.
- La Casa de las Águilas: un ejemplo de la arquitectura religiosa de Tenochtitlan, 2 vols., 2006.
- Digging for the past: Tenochtitlan, con Judy Levin, 2006.
- Breaking Through Mexico's Past, con Davíd Carrasco y Eduardo Matos Moctezuma, 2007, 2007. Traducido al español (2007).
- Escultura monumental mexica, con Eduardo Matos Moctezuma, 2009, 2012, 2019.
- Monte Sagrado/Templo Mayor: el cerro y la pirámide en la tradición religiosa mesoamericana, con Alfredo López Austin, 2009, 2012.
- Tlaltecuhtli, 2010.
- El capitán Guillermo Dupaix y su álbum arqueológico de 1794, 2015.
- Arqueología de la arqueología: ensayos sobre los orígenes de la disciplina en México, 2017, 2019.
- Pretérito pluscuamperfecto: visiones mesoamericanas de los vestigios arqueológicos, lección inaugural en el El Colegio Nacional, 2019.
- Los primeros pasos de un largo trayecto: la ilustración de tema arqueológico en la Nueva España del siglo XVIII, discurso de ingreso a la AMH, 2019. Traducido al inglés (2012).
- El ídolo sin pies ni cabeza: la Coatlicue a finales del México virreinal, 2020.
- El pasado imaginado: arqueología y artes plásticas en México (1440-1821), 2021.
- Los muertos viven, los vivos matan: Mictlantecuhtli y el Templo Mayor de Tenochtitlan, 2021.
- Arqueología mexicana: sus orígenes y proyecciones, con Eduardo Matos Moctezuma, 2024.

### Libri collettivi
- Atlas histórico de Mesoamérica, con Linda Manzanilla, 1989.
- Historia antigua de México, 4 vols., con Linda Manzanilla, 1994-1995, 2000-2001, 2014.
- Camino al Mictlan, con Vida Mercado, 1997.
- La Casa de las Águilas: reconstrucción de un pasado, con Luis Barba, 2000.
- Gli Aztechi tra passato e presente, con Alessandro Lupo ed. Luisa Migliorati, 2006.
- Sacrificios de consagración en la Pirámide de la Luna, con Saburo Sugiyama, 2006.
- Arqueología e historia del Centro de México. Homenaje a Eduardo Matos Moctezuma, con Davíd Carrasco ed. Lourdes Cué, 2006.
- Moctezuma: Aztec Ruler, con Colin McEwan, 2009, 2010.
- The Art of Urbanism: How Mesoamerican Kingdoms Represented Themselves in Architecture and Imagery, con William L. Fash, 2009, 2012.
- El sacrificio humano en la tradición religiosa mesoamericana, con Guilhem Olivier, 2010.
- Humo aromático para los dioses: una ofrenda de sahumadores al pie del Templo Mayor de Tenochtitlan, 2012, 2014.
- El oro en Mesoamérica, Arqueología Mexicana, 2017.
- Nuestra sangre, nuestro color: la escultura polícroma de Tenochtitlan, 2017.
- Al pie del Templo Mayor de Tenochtitlan: estudios en honor de Eduardo Matos Moctezuma, con Ximena Chávez Balderas, 2 vols., 2019.
- La arqueología ilustrada americana: la universalidad de una disciplina, con Jorge Maier Allende, 2021.
- Eduardo Matos Moctezuma: ochenta años, 2021.
- Los animales y el recinto sagrado de Tenochtitlan, con Eduardo Matos Moctezuma, 2022.
- Ancient Mexico: Maya, Aztec, and Teotihuacan. Exhibition Catalogue (en japonés), con Saburo Sugiyama y Takeshi Inomata, 2023.
- Mexica: Des dons et des dieux au Templo Mayor, con Fabienne de Pierrebourg y Steve Bourget, 2024.
- Mexico-Tenochtitlan: Dynamism at the Center of the World, con Barbara E. Mundy y Elizabeth Hill Boone, 2025.